# Vaskojoki
Der Vaskojoki (nordsamisch Fašku) ist ein Fluss in der finnischen Landschaft Lappland.
Er hat seinen Ursprung im Nationalpark Lemmenjoki. 
Sein Flusslauf liegt überwiegend innerhalb oder entlang der Nordgrenze des Nationalparks.
Der Postijoki, sein größter Nebenfluss, mündet von rechts kommend in den Vaskojoki.
Der Vaskojoki fließt über eine Strecke von 110 km in östlicher Richtung, nördlich vom Lemmenjoki, zum See Paatari, welcher vom Juutuanjoki zum Inarisee entwässert wird. 
Das Einzugsgebiet umfasst 1445 km². 